# Cașinu Mic
Cașinu Mic (węg. Kiskászon) – wieś w Rumunii, w okręgu Covasna, w gminie Sânzieni. W 2011 roku liczyła 262 mieszkańców.